# Звездочтец
«Звездочте́ц» (др.-рус. звѣздочьтьць — «звездочёт») — отречённая книга астрологического содержания.

## Общие сведения
«Звездочтец» впервые упоминается в таком письменном памятнике середины XVI века, как «Стоглав», который ставит это сочинение в один ряд с другими источниками «мудрости еретическия»: Рафлями, «Шестокрылом», «Воронограем», «Аристотелевыми вратами». В аналогичном контексте «Звездочтец» упомянут и в «Кирилловой книге» (1644) — сборнике, который был подготовлен и издан по приказу царя Михаила Фёдоровича, но приписывался издателями архиепископу Иерусалимскому Кириллу.
Текст произведения сохранился в единственной рукописи, которая датируется XVIII веком (впервые опубликована в 1863 году).

## Содержание
«Звездочтец» состоит из двух частей. Первая часть представляет собой характеристику каждого из годов двенадцатилетнего цикла, дополненную рядом примет. Вторая часть, сравнительно небольшая по объёму, содержит перечень названий 19 лет Метонова цикла.